# Lebiasina narinensis
Lebiasina narinensis es una especie de peces de la familia Lebiasinidae en el orden de los Characiformes.

## Hábitat
Es un pez de agua dulce y de  clima tropical.

## Distribución geográfica
Se encuentran en Sudamérica: Colombia.